# Nic Waal

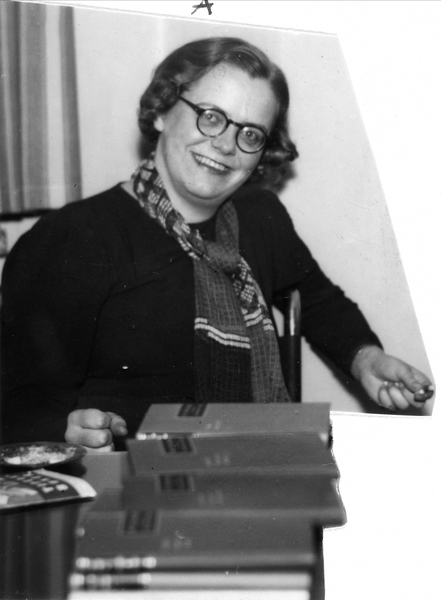
Nic Waal

Nic Waal (ur. jako Caroline Schweigaard Nicolaysen 1 stycznia 1905 w Kristianii, zm. 28 maja 1960) – norweska lekarka psychiatra, autorka prac z zakresu psychiatrii dzieci i młodzieży. W czasie II wojny światowej uczestniczka norweskiego ruchu oporu. Odznaczona medalem Sprawiedliwy wśród Narodów Świata.